# تا مرگ
تا مرگ (به انگلیسی: Till Death) یک فیلم سینمایی آمریکایی محصول سال ۲۰۲۱ ژانر اکشن، دلهره‌آور و ترسناک به تهیه‌کنندگی و کارگردانی اس. کی. دال با بازی مگان فاکس، کالن مالوی، ایئوین مک‌کین، امل امین و جک روث می‌باشند.

## چکیده داستان
فیلم تا مرگ ازدواج ناموفق زنی به نام اِما را به تصویر می‌کشد. وقتی که همسر اِما به مناسبت دهمین سالگرد ازدواجشان او را در خانه‌ی ویلایی‌شان غافلگیر می‌کند تا یک شب دلنشین داشته باشند، اِما به گونه ای دیگر غافلگیر می‌شود. چرا که فردای آن روز در حالی که دستهایش با دستبند به جسد همسرش بسته شده است، از خواب بیدار می‌شود.

## بازیگران
- مگان فاکس[۱]
- کالن مالوی
- ایئوین مک‌کین
- امل امین
- جک راث[۲][۱]

## فیلمبرداری
فیلمبرداری اصلی در اوت سال ۲۰۲۰، در صوفیه، بلغارستان آغاز شد. پیش از این قرار بود تولید در مارس ۲۰۲۰ آغاز شود، اما به دلیل دنیاگیری کروناویروس به تأخیر افتاد.